# Nödinge-Nol
Nödinge-Nol ist ein Ort (tätort) in der schwedischen Provinz Västra Götalands län und der historischen Provinz Västergötland. Der Ort ist Hauptort der Gemeinde Ale.
Der Ort besteht aus den drei früheren eigenständigen Ortschaften Alafors, Nödinge und Nol, die im Laufe der Zeit zusammengewachsen sind. Alafors entstand um eine Industrieansiedlung, Nol um den Haltepunkt der Bahnstrecke Gävle–Falun–Göteborg (Bergslagsbanan), und Nödinge ist ein ehemaliges Kirchdorf. Das Gebäude der Gemeindeverwaltung befindet sich im Ortsteil Alafors. Westlich des Ortes verläuft der Göta älv.

## Persönlichkeiten
- Carl-Einar Häckner (* 1969), schwedischer Zauberkünstler